# Bahnstrecke nach Rennplatz Iffezheim
| Streckenlänge: | 1,6 km               |                     |                     |
| Spurweite: | 1435 mm (Normalspur) |                     |                     |
| |                      |                     |                     |
| \| \| \| von Rastatt \| \| \| \| 0,0 \| Abzweigstelle \| Abzweigstelle \| \| \| \| nach Steinbourg \| \| \| \| 1,3 \| Rennplatz Iffezheim \| Rennplatz Iffezheim \| \| \| 1,6 \| Streckenende \| Streckenende \| |                      |                     |                     |
| Strecke |                      | von Rastatt         | von Rastatt         |
| ehemalige Blockstelle | 0,0                  | Abzweigstelle       | Abzweigstelle       |
| Abzweig ehemals geradeaus und nach rechts |                      | nach Steinbourg     | nach Steinbourg     |
| Bahnhof (Strecke außer Betrieb) | 1,3                  | Rennplatz Iffezheim | Rennplatz Iffezheim |
| | 1,6                  | Streckenende        | Streckenende        |

Die Bahnstrecke nach Rennplatz Iffezheim war eine 1,6 Kilometer lange Nebenbahn im heutigen Baden-Württemberg. Die normalspurige Stichbahn zweigte beim Kilometer 88,42 von der Bahnstrecke Steinbourg–Rastatt ab und diente vorrangig der Bedienung des Rennplatzes Iffezheim, etwas außerhalb des gleichnamigen Ortes gelegen. Sie wurde 1896 von den Großherzoglich Badischen Staatseisenbahnen eröffnet um den Kurgästen aus dem nahen Baden-Baden eine bequeme Anreise zu den Galopprennen zu ermöglichen. Hierzu verkehrten an Renntagen durchgehende Sonderzüge von und zum alten Baden-Badener Stadtbahnhof. Ebenso wurden die Rennpferde selbst per Bahn von und nach Iffezheim befördert. Die Strecke zum Rennplatz Iffezheim ist mittlerweile stillgelegt. Das bahnlinks gelegene Empfangsgebäude mit der Anschrift An der Rennbahn 15 blieb hingegen, in stark umgebauter Form, erhalten und wird privat genutzt. Unabhängig davon existierte ab 1909 der Bahnhof Iffezheim an der schmalspurigen Strecke Rastatt Bf–Schwarzach (Baden) der Mittelbadischen Eisenbahnen, auch er mittlerweile aufgelassen. 

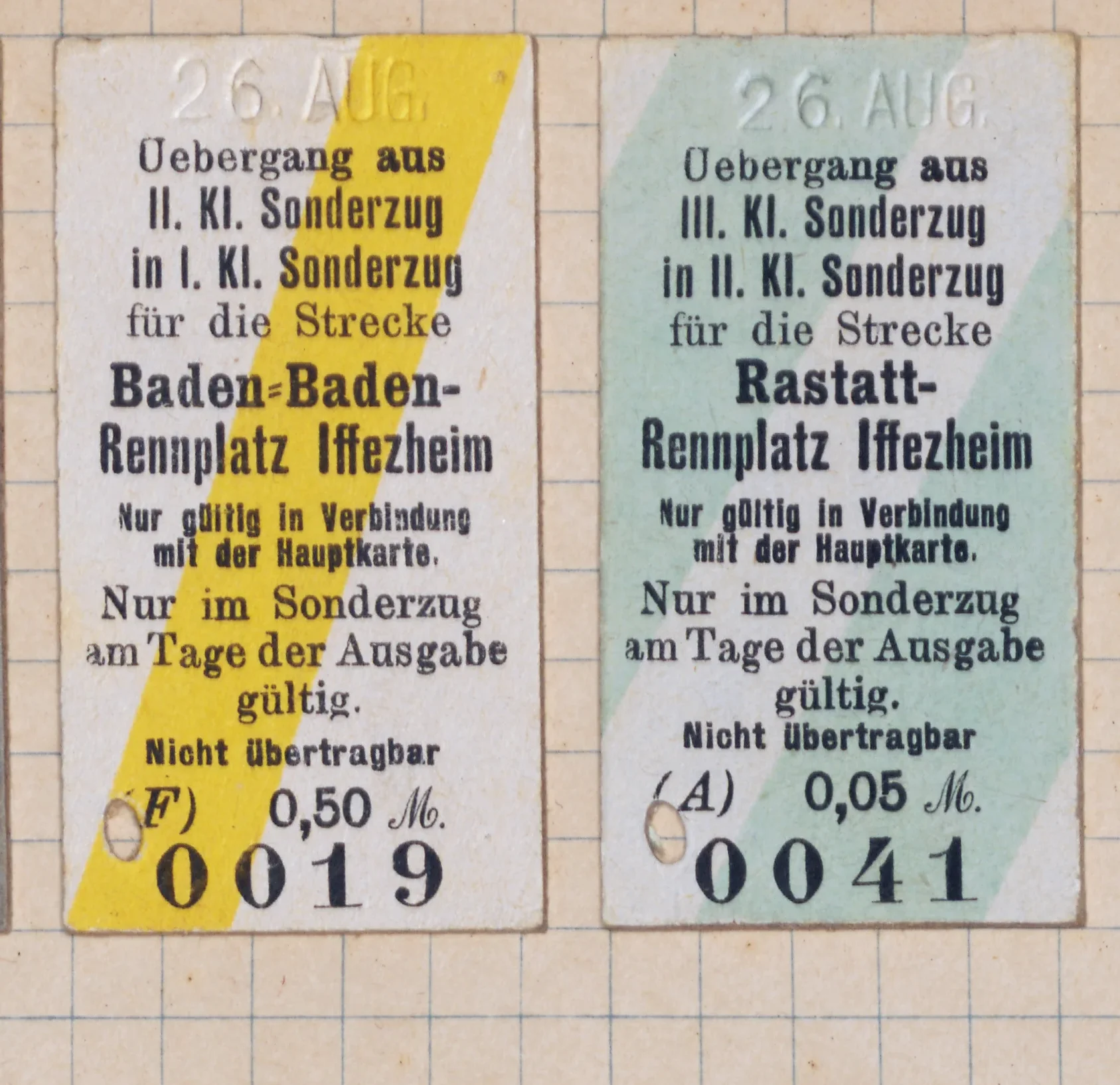
Fahrkarten von Baden-Baden nach Rennplatz Iffezheim
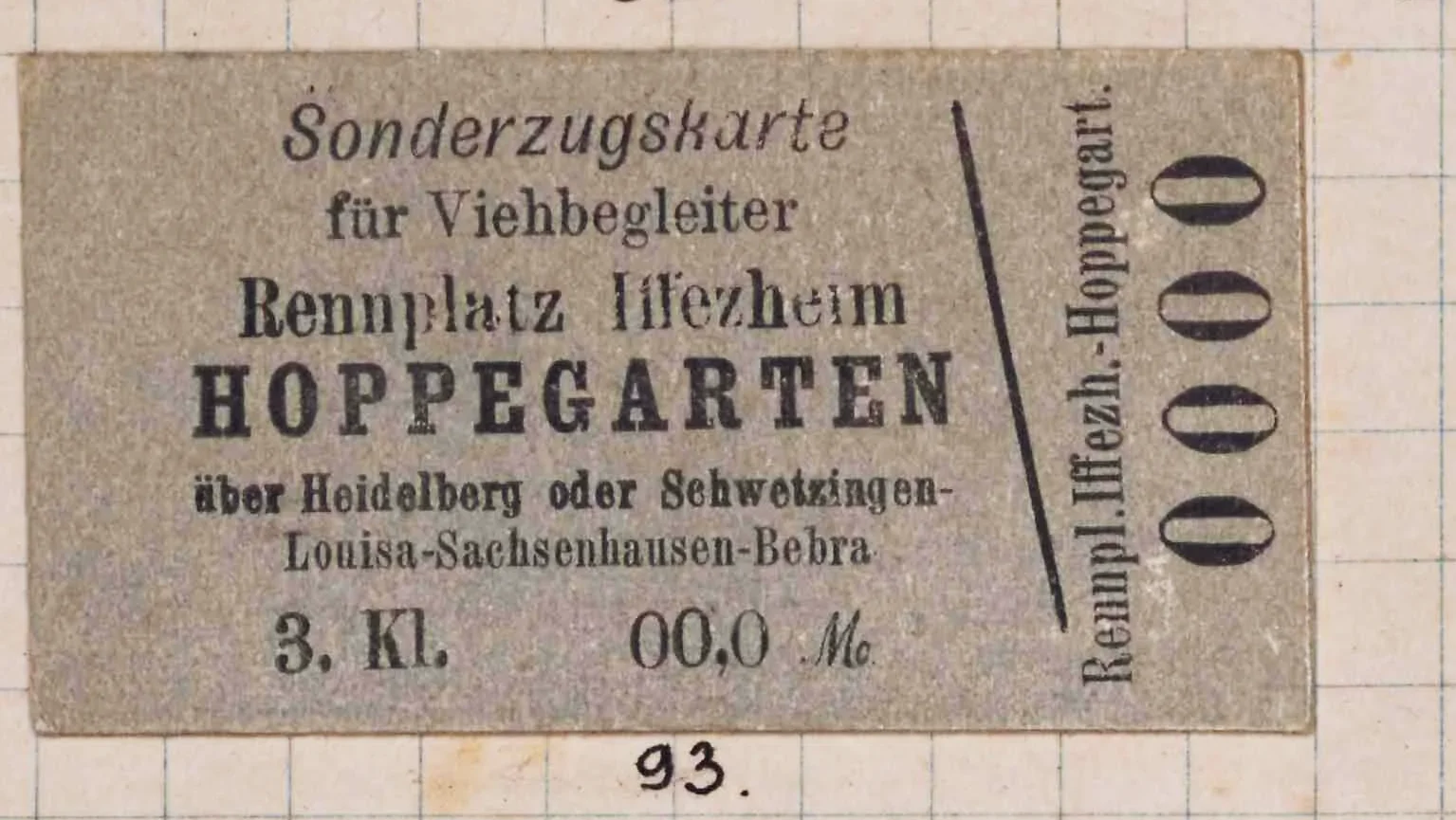
Fahrkarte für einen Viehbegleiter ab Rennplatz Iffezheim nach Hoppegarten